# 碲化亚锡
碲化亚锡是一种无机化合物，化学式为SnTe。它可由碲和锡按化学计量比反应制得，或在Sn[TeSi(SiMe3)3]2的热分解中生成。它在加热或研磨时可以被氧化为SnTe3O8。